# アマニュウ
アマニュウ（甘にゅう、学名: Angelica edulis）は、セリ科シシウド属の多年草。別名、マルバアマニュウ、マルバエゾニュウ。

## 名称
和名アマニュウは、「甘にゅう」の意で、本種は食用になり、この茎を食べると甘味があるのでいう。「ニュウ」はアイヌ語とされるが、正確には不明という。別名のマルバエゾニュウは、「円葉蝦夷にゅう」の意で、同属のエゾニュウ A. ursina に似ているが、比べて葉が円いのでいう。
アイヌ語では本種の葉柄を「チスイェ」あるいは「チフイェ」とよぶ。アイヌ人は茎の皮をむき硬い繊維を取り除いて、生のまま食用とした。また茎を煮てから皮をむき煮物、和え物、酢の物などの食材としたり、乾燥させ、冬の保存食にもしたという。
種小名 edulis は、「食用の、食べられる」の意味。

## 分布と生育環境
日本特産で、北海道、本州（中部地方以北および中国地方の伯耆大山）、四国（石鎚山）に分布し、山地の谷沿いや山麓、林縁、草原に自生する。本州では高原に多く、北海道では林縁や林道沿いで多く見られる。

## 形態・生態
多年生の草本。大形で、茎は直立して高さ1 - 2メートル (m) になり、ときに3 mに達し、中空で、上部で分枝する。葉は互生し、1 - 2回3出羽状複葉で、頂小葉はさらに3中裂する。小葉はやや質が薄く、表面は鮮やかな緑色で光沢感があり、裏面の葉脈上に毛が生え、広卵形から菱状広卵形で、長さ幅ともに10 - 20センチメートル (cm) 、縁は鋭鋸歯になり、基部は心形となる。茎の全部または下部につく葉柄の基部は多少ふくれた鞘状になる。葉や茎に毛はなく、折ると白い乳液が出る。
花期は8月ごろ。茎先や分枝した枝の先端に、径約20 cmに及ぶ大型の複散形花序をつけ、白色の小型の5弁の花を多数、密につける。複散形花序の下に総苞片は無く、小花序の下に細い小総苞片が数個ある。花柄は25-30個あり、小花柄は30-50個ある。花弁の先は内側に曲がる。雄蕊は5個あり、花弁より長く花外に突き出る。果実は長楕円形で、長さ6-7mmになり、分果の背隆条は3脈、側隆条はやや狭い翼が張り出す。油管は、分果の表面側の各背溝下に1個ずつ、分果が接しあう合生面に2個ある。
北海道や中部地方以北の本州に生える近縁種のエゾニュウ（学名: Angelica ursina）は、高さ2 - 3 mとさらに大形で、アマニュウより苦味が強いが食べられる。
- 複散形花序は径20cmに及ぶ。
- 複散形花序の下に総苞片は無い。
- 雄蕊は花外に突き出て、花弁の先は内曲する。小花序の下に細い小総苞片が数個ある。
- 葉は1-2回3出羽状複葉。小葉は広く広卵形となる。

## 利用
若芽や葉を摘み取って食用とする。採取時期は、5 - 10月が適期とされる。葉が展開しはじめた直立したころの葉柄は、皮をむいて生のまま、または茹でて食用にされる。若葉は生のままサラダや天ぷら、すき焼きの具にして食される。塩ひとつまみ入れて茹でたものを、和え物、酢の物などにする。